# Charles Bigelow
Charles Bigelow (* 29. července 1945 Detroit, Michigan) je americký typograf a spoluzakladatel magisterského programu digitální typografie na Stanfordově univerzitě (spolu s Donaldem Knuthem v roce 1983). S partnerkou Kris Holmesovou vede studio Bigelow & Holmes. Jejich nejvýznamnější prací je rozšířená rodina písem Lucida, první snaha o kvalitní písmo pro nízké a střední rozlišení. Sesterský symbolový font Lucidy Wingdings je již dlouho součástí Windows.
Mezi jeho žáky patří třeba Carol Twomblyová, David Siegel, Tom Rickner a Dan Mills.

## Život

### Vzdělání
Nižší vzdělání získal na soukromé škole Cranbrook v Bloomfield Hills, kde se poprvé setkal s typografií jakožto editor školního časopisu. Bakalářský titul získal roku 1967 v Reed College, kde studoval antropologii a pod Lloydem Reynoldsem kaligrafii a historii písma. Později studoval typografii pod Jackem Stauffacherem na San Francisco Art Institute, kde mu byl i asistentem. Na Portland State University se pod vedením Geralda Murcha věnoval vizuálnímu vnímání. Později pod Hermannem Zapfem studoval návrhářství písma a kaligrafii na Rochester Institute of Technology. Jeho dalšími akademickými úspěchy jsou získání Certificate of Advanced Studies z Harvardovy univerzity a magisterský titul Master of Fine Arts z Kalifornské univerzity v Los Angeles v oboru scenáristiky.

### Kariéra
Byl akademickým pracovníkem a učil na půdě Oregonské univerzity, Portland State University, Portland Museum Art School, Rhode Island School of Design, Stanfordově univerzitě a Rochester Institute of Technology.
Členem učitelského sboru Stanfordovy univerzity byl v letech 1982–1997, kde učil navrhování písma, typografii a historii a teorii písma. V roce 1983 organizoval první mezinárodní konferenci o umění a technologii digitálních fontů The Computer and the Hand in Type Design.
Od roku 2006 byl čestným profesorem (Melbert B. Cary jr. Distinguished Professor) na School of Print Media Rochester Institute of Technology. V roce 2010 tam zorganizoval mezinárodní sympozium The Future of Reading a v roce 2012 Reading Digital o vědě a umění čtení na digitálních zařízeních. 
V roce 2012 přestal na Rochester Institute of Technology učit a momentálně je Cary Scholar in Residence v Cary Graphic Arts Collection RIT Wallace Centra.
Pracoval i jako typografický konzultant mnoha technologických firem, například Apple, Microsoft, IBM, Adobe, R. R. Donnelley, Scientific American nebo Sun Microsystems. Působil i jako editor pro Journal Visible Language a jako prezident komise letterfont research and education mezinárodní typografické asociace Association Typographique Internationale (ATypI).

## Dílo
Jeho dílo bylo vystaveno v Portland Art Museum v Oregonu, Oregon School of Arts and Crafts a v Mills College. Většinu písem navrhl spolu s Kris Holmesovou.

### Písma
- Lucida (1985) – velmi rozsáhlá rodina písem, která byla vytvořena pro zobrazování a tištění při nízkých rozlišeních. Některé vybrané řezy jsou dostupné v rámci instalace Windows nebo Microsoft Office.[10] Má neproporcionální, kaligrafické, volně psané, matematické, serifové i neserifové varianty.
- Syntax Phonetic (1980, po vzoru Hanse Eduarda Meiera)
- Leviathan (1979)
- Apple Chicago (1991)
- Apple Geneva (1991)
- Microsoft Wingdings (1992) – původně jako Lucida Arrows, Lucida Symbols a Lucida Icons.
- Go (2016) – vytvořeno pro programovací jazyk Go, má dvě varianty: neproporcionální egyptienku a proporcionální humanistické písmo.[11]

Lucida Bright
Lucida Calligraphy
Lucida Handwriting
Lucida Grande
Lucida Sans
Apple Chicago
Apple Geneva
Windows Wingdings 1
Windows Wingdings 2
Windows Wingdings 3

### Scénáře
Za oba uvedené scénáře dostal na Kalifornské univerzitě v Los Angeles scenáristické granty. Za své scénáře získal dvě ceny, Samuel Goldwyn Writing Award a Marty Klein Comedy Writing Award.
- Hidden Rain (2001) – Na havajském ostrově Maui se biolog snaží ochraňovat unikátní ohrožené druhy ptactva. Když se do nebezpečí dostane sám podepsáním dohody s developery kasína se jeho mladá asistentka musí vypořádat s traumaty své minulosti a zachránit ho.[12]
- Markings in Jade (2002) – V nedaleké budoucnosti v Sangapuru epidemiolog Ty Kian trasuje biologické teroristy pro W.H.O. Zaplete se do zoufalého hledání unesené dcery bohaté vdovy Carolyn Yung. I přes varování se jí snaží vytrvale najít, protože by mohla šířit smrtící mor.[13]

### Publikace
- The Crow Captain's Song (poezie, 1978)[9][14]
- Digital Typography (peer review estetiky a technologie počítačové typografie, s Donaldem Dayem, Scientific American, srpen 1983)
- Notes on typeface protection (TUGboat 7:3, 1986, dostupné online)
- The Design of a Unicode Fornt (+ Kris Holmes, Electronic Publishing 6:3, září 1993, dostupné online)
- Do Image Descriptions Underlie Word Recognition in Reading? (+ Gordon E. Legge, Bosco S. Tjan a Susana T.L. Chung, British Journal of Psychology 101:1, 2010)
- Font Improvements in Cockpit Displays and Their Relevance to Automobile Safety (+ Steve Matterson, Society for Information Display, 2011)
- Does print size matter for reading? (+ Gordon E. Legg, Journal of Vision, srpen 2011, dostupné online)
- Sustainable by Design (monografie, RIT, 2011, dostupné online)
- Oh, oh, zero (TUGboat 34:2, 2013, dostupné online)
- A letter on the persistence of ebooks (TUGboat 35:3, 2014, dostupné online)
- About the DK versions of Lucida (TUGboat 36:3, 2015, dostupné online)